# Campeonato Europeu de Ginástica Artística de 2009 - Resultados femininos
Os resultados femininos do Campeonato Europeu de Ginástica Artística de 2009 contaram com todas as provas individuais.

## Resultados

### Individual geral
| Posição           | Ginasta                 | Salto sobre a mesa | Barras assimétricas | Trave  | Solo   | Total  |
| ----------------- | ----------------------- | ------------------ | ------------------- | ------ | ------ | ------ |
| Medalha de ouro   | RUS Ksenia Semenova     | 14.225             | 14.925              | 14.800 | 14.225 | 58.175 |
| Medalha de prata  | RUS Ksenia Afanasyeva   | 14.525             | 14.925              | 13.575 | 14.575 | 57.600 |
| Medalha de bronze | SUI Ariella Kaeslin     | 15.300             | 13.975              | 14.300 | 13.700 | 57.275 |
| 4                 | ESP Ana María Izurieta  | 14.850             | 13.175              | 14.300 | 14.000 | 56.325 |
| 5                 | ROU Anamaria Tămârjan   | 14.650             | 13.975              | 14.600 | 12.700 | 55.925 |
| 6                 | BEL Aagje Van Walleghem | 14.200             | 14.125              | 13.675 | 13.900 | 55.900 |
| 7                 | FRA Marine Petit        | 14.150             | 13.650              | 13.800 | 14.000 | 55.600 |
| 8                 | GER Anja Brinker        | 13.650             | 15.000              | 13.250 | 13.525 | 55.425 |
| 9                 | ITA Vanessa Ferrari     | 12.700             | 13.875              | 14.075 | 14.525 | 55.175 |
| 10                | POL Marta Pihan-Kulesza | 13.600             | 14.200              | 13.650 | 13.700 | 55.150 |
| 11                | GBR Rebecca Downie      | 14.325             | 15.000              | 11.700 | 14.050 | 55.075 |
| 12                | UKR Yana Demyanchuk     | 13.625             | 13.700              | 14.500 | 13.175 | 55.000 |
| 13                | SUI Yasmin Zimmermann   | 14.100             | 12.925              | 13.500 | 14.000 | 54.525 |
| 14                | ROU Diana Chelaru       | 14.675             | 13.525              | 11.900 | 14.400 | 54.500 |
| 15                | NED Mayra Kroonen       | 13.975             | 13.500              | 13.325 | 13.675 | 54.475 |
| 16                | GER Kim Bui             | 14.150             | 14.400              | 11.575 | 14.250 | 54.375 |
| 17                | GBR Hannah Whelan       | 13.550             | 13.925              | 13.750 | 13.100 | 54.325 |
| 18                | UKR Valentyna Holenkova | 13.600             | 14.400              | 13.325 | 12.825 | 54.150 |
| 19                | FRA Youna Dufournet     | 13.700             | 13.700              | 13.875 | 11.750 | 53.025 |
| 20                | ISR Valeria Maksuta     | 14.025             | 11.800              | 13.725 | 13.275 | 52.825 |
| 21                | NED Wyomi Masela        | 14.050             | 12.525              | 12.450 | 13.650 | 52.675 |
| 22                | ESP Naomi Ruiz Walker   | 14.250             | 10.650              | 13.050 | 13.650 | 51.600 |
| 23                | HUN Laura Gombas        | 13.400             | 10.050              | 11.175 | 13.075 | 47.700 |
| 24                | ITA Emily Armi          | 13.625             | 2.000               | 12.925 | 13.825 | 42.375 |

### Salto sobre a mesa
Finais
| Posição           | Ginasta                 | Nota A  | Nota B  | Pen.    | Total 1 | Nota A  | Nota B  | Pen.    | Total 2 | Média total |
| Posição           | Ginasta                 | Salto 1 | Salto 1 | Salto 1 | Salto 1 | Salto 2 | Salto 2 | Salto 2 | Salto 2 | Média total |
| ----------------- | ----------------------- | ------- | ------- | ------- | ------- | ------- | ------- | ------- | ------- | ----------- |
| Medalha de ouro   | SUI Ariella Kaeslin     | 6.3     | 8.825   |         | 15.125  | 5.3     | 8.925   | 0.1     | 14.125  | 14.625      |
| Medalha de prata  | RUS Yulia Berger        | 5.5     | 8.925   |         | 14.425  | 5.7     | 8.525   |         | 14.225  | 14.335      |
| Medalha de bronze | UKR Anna Kalashnyk      | 5.8     | 8.875   |         | 14.675  | 5.0     | 8.875   |         | 13.875  | 14.275      |
| 4                 | BEL Aagje Van Walleghem | 5.3     | 9.200   | 0.1     | 14.400  | 5.2     | 8.800   |         | 14.000  | 14.200      |
| 5                 | GER Kim Bui             | 5.4     | 8.700   |         | 14.100  | 5.3     | 8.900   |         | 14.200  | 14.150      |
| 6                 | GBR Rebecca Downie      | 5.8     | 8.625   |         | 14.425  | 4.8     | 8.825   |         | 13.625  | 14.025      |
| 7                 | NED Wyomi Masela        | 5.3     | 8.800   |         | 14.100  | 5.0     | 8.800   |         | 13.800  | 13.950      |
| 8                 | CZE Jana Komrsková      | 5.2     | 9.125   |         | 14.325  | 5.0     | 8.525   | 0.1     | 13.425  | 13.875      |

### Barras assimétricas
Finais
| Posição           | Ginasta                 | Nota A | Nota B | Pen. | Total  |
| ----------------- | ----------------------- | ------ | ------ | ---- | ------ |
| Medalha de ouro   | GBR Elizabeth Tweddle   | 6.7    | 8.875  |      | 15.575 |
| Medalha de prata  | RUS Ksenia Semenova     | 6.5    | 9.000  |      | 15.500 |
| Medalha de bronze | GER Anja Brinker        | 6.0    | 8.800  |      | 14.800 |
| 4                 | RUS Ksenia Afanasyeva   | 6.1    | 8.550  |      | 14.650 |
| 4                 | FRA Youna Dufournet     | 6.1    | 8.550  |      | 14.650 |
| 6                 | GBR Rebecca Downie      | 6.1    | 8.425  |      | 14.525 |
| 7                 | UKR Anastasia Koval     | 6.0    | 8.350  |      | 14.350 |
| 8                 | UKR Valentyna Holenkova | 5.2    | 7.500  |      | 12.700 |

### Trave
Finais
| Posição           | Ginasta               | Nota A | Nota B | Pen. | Total  |
| ----------------- | --------------------- | ------ | ------ | ---- | ------ |
| Medalha de ouro   | UKR Yana Demyanchuk   | 5.9    | 8.875  |      | 14.775 |
| Medalha de prata  | ROU Anamaria Tămârjan | 6.0    | 8.750  |      | 14.750 |
| Medalha de bronze | ROU Gabriela Drăgoi   | 5.9    | 8.750  |      | 14.650 |
| 4                 | FRA Marine Petit      | 5.5    | 8.650  |      | 14.150 |
| 5                 | RUS Ksenia Semenova   | 5.7    | 8.425  |      | 14.125 |
| 6                 | ISR Valeria Maksyuta  | 5.7    | 8.075  |      | 13.725 |
| 7                 | GRE Vasiliki Millousi | 5.9    | 7.550  |      | 13.450 |
| 8                 | SUI Yasmin Zimmerman  | 5.5    | 7.350  |      | 12.850 |

### Solo
Finais
| Posição           | Ginasta                 | Nota A | Nota B | Pen. | Total  |
| ----------------- | ----------------------- | ------ | ------ | ---- | ------ |
| Medalha de ouro   | GBR Elizabeth Tweddle   | 6.0    | 9.150  |      | 15.150 |
| Medalha de prata  | ITA Vanessa Ferrari     | 5.4    | 9.275  |      | 14.675 |
| Medalha de bronze | RUS Ksenia Semenova     | 5.4    | 9.225  |      | 14.625 |
| 4                 | ESP Ana María Izurieta  | 5.4    | 8.675  |      | 14.075 |
| 4                 | ROU Anamaria Tămârjan   | 5.5    | 8.675  | 0.1  | 14.075 |
| 6                 | UKR Valentyna Holenkova | 5.1    | 8.825  |      | 13.925 |
| 7                 | ROU Sandra Izbaşa       | 4.9    | 9.000  |      | 13.900 |
| 8                 | ITA Lia Parolari        | 4.8    | 8.725  |      | 13.525 |